# Somier

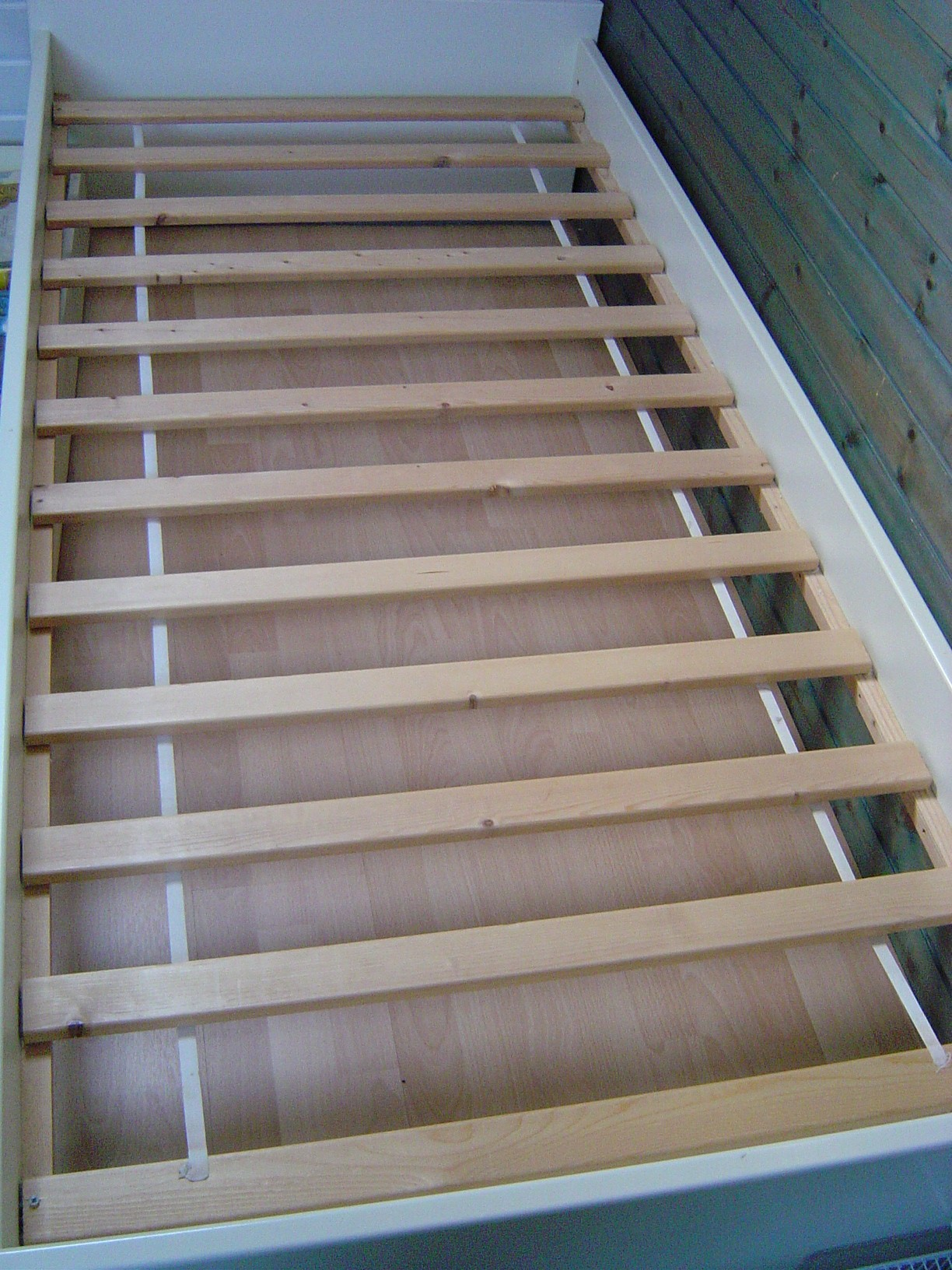
Somier de láminas

Un somier (del francés, sommier) es el conjunto conformado por el colchón y su base. Consiste en un bastidor metálico o de madera sobre el que se encastran transversalmente una serie de láminas de madera u otro material. Las de madera suelen ser de haya o, en su gama más barata, de chopo. También se fabrican somieres con láminas de fibra de vidrio aunque están menos extendidos. En las medidas de matrimonio, el bastidor dispone de larguero central.
La firmeza del somier dependerá del número y anchura de láminas de que disponga. Asimismo, puede ofrecer sistemas de regulación de firmeza para adaptarse al diferente peso de los usuarios. La adecuación se consigue agrupando o liberando un determinado número de láminas mediante el desplazamiento de unos tensores. 
Las láminas pueden adaptarse a la forma del cuerpo si utilizan cápsulas basculantes. En este caso, las cápsulas no realizan una unión rígida sino que, con forma de mariposa, pivotan vertical y horizontalmente en función de la presión que soportan. 
Según las características del modelo, las patas se acoplan mediante abrazadera si son metálicas o con rosca si son de madera o plástico.

## Somieres canguro
Los somieres canguro se componen de dos somieres conjuntados. 
Un primer somier, que cuenta con patas de mayor altura para dejar espacio a un segundo somier con patas plegables, que se coloca debajo. Para que la segunda cama pueda introducirse bajo la primera, es importante tanto la mayor altura de las patas, como que éstas dejen libre uno de los laterales por los que el somier de abajo y arriba puede acceder y desplazarse.
Asimismo, el somier inferior cuenta con patas plegables, que permiten que la cama pueda quedar a ras de suelo para guardarse bajo la superior cuando no vaya a utilizarse.

## Somier articulado

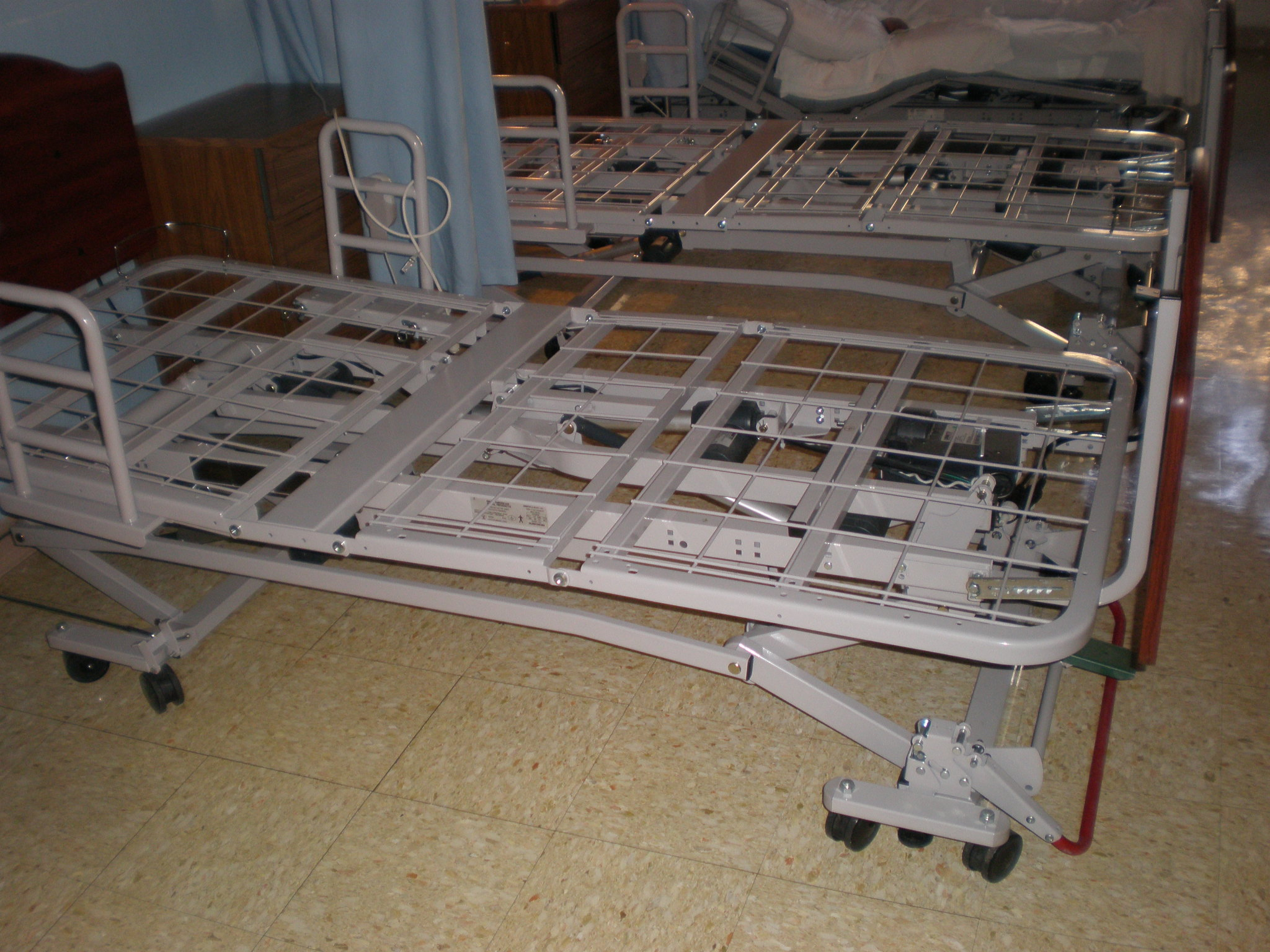
Somieres articulados

Un somier articulado tiene la parte superior y, a veces, inferior móvil de modo que se puede ajustar a un número de diferentes posiciones. 
Para las personas con ciertos tipos de problemas en la espalda o movilidad reducida, el dormir en una cama ajustable que se coloque con una inclinación leve (de 30° a 45°, por ejemplo) puede ser cómodo, con el torso colocado más arriba que las extremidades inferiores y una cierta ayuda debajo de las rodillas para doblar las rodillas a un ángulo leve. La combinación de la pendiente superior del cuerpo y de la ayuda de la rodilla puede ayudar a aliviar algo de la tensión de la parte posterior más baja. A condición de que la persona esté cómoda de este modo con la noche, esta posición puede dar soporte a las curvas de la espina dorsal y aliviar la presión en el cuerpo entero. 
El somier articulado no admite colchones de muelles combinándose con colchones de látex o de espuma de poliuretano.
Aunque son más populares en hospitales u otras instalaciones médicas, las camas articuladas se están utilizando extensivamente en hogares con el fin de proporcionar la ayuda para dormir en una variedad de posiciones.

## Galería

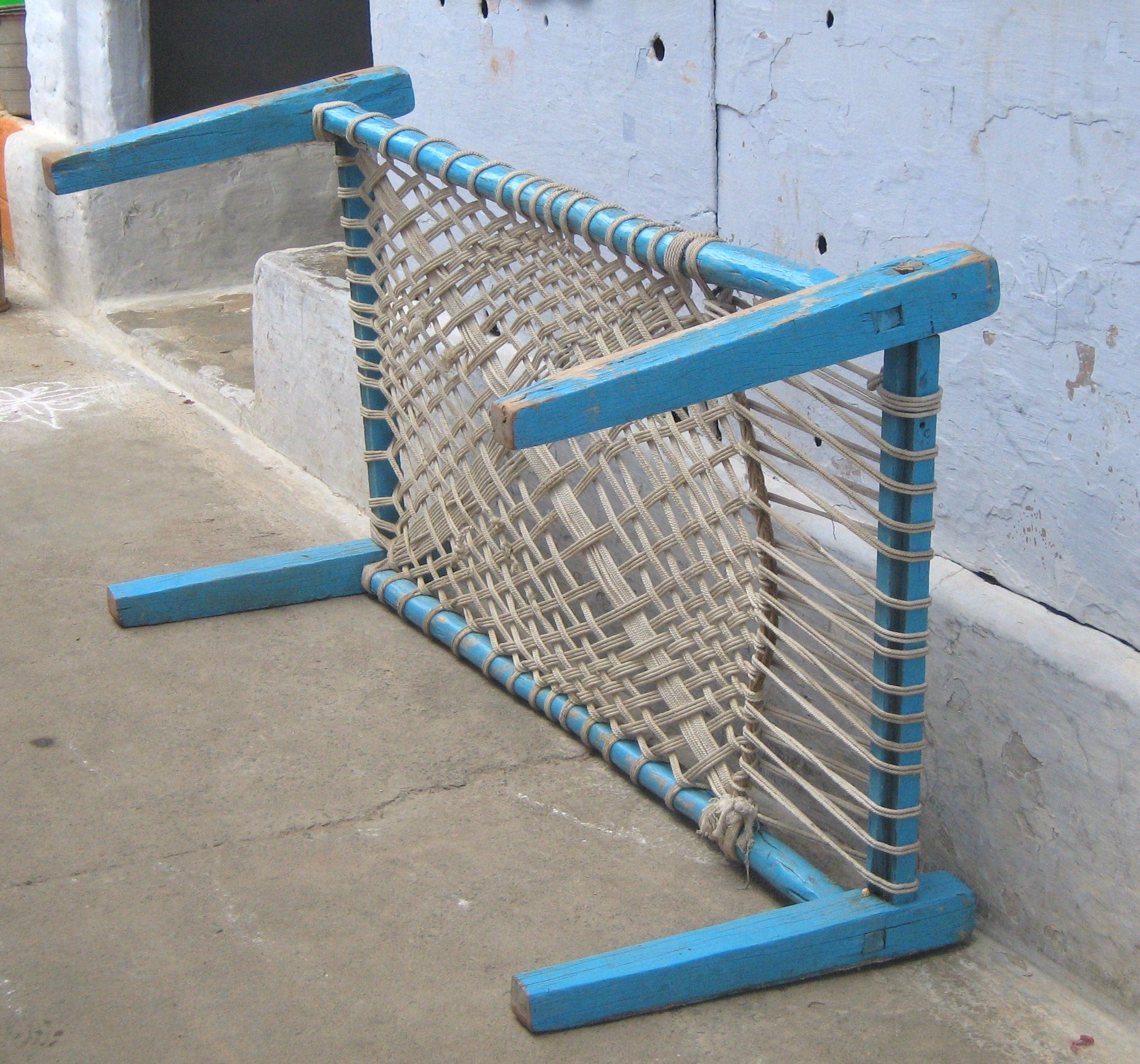
Somier de cuerdas
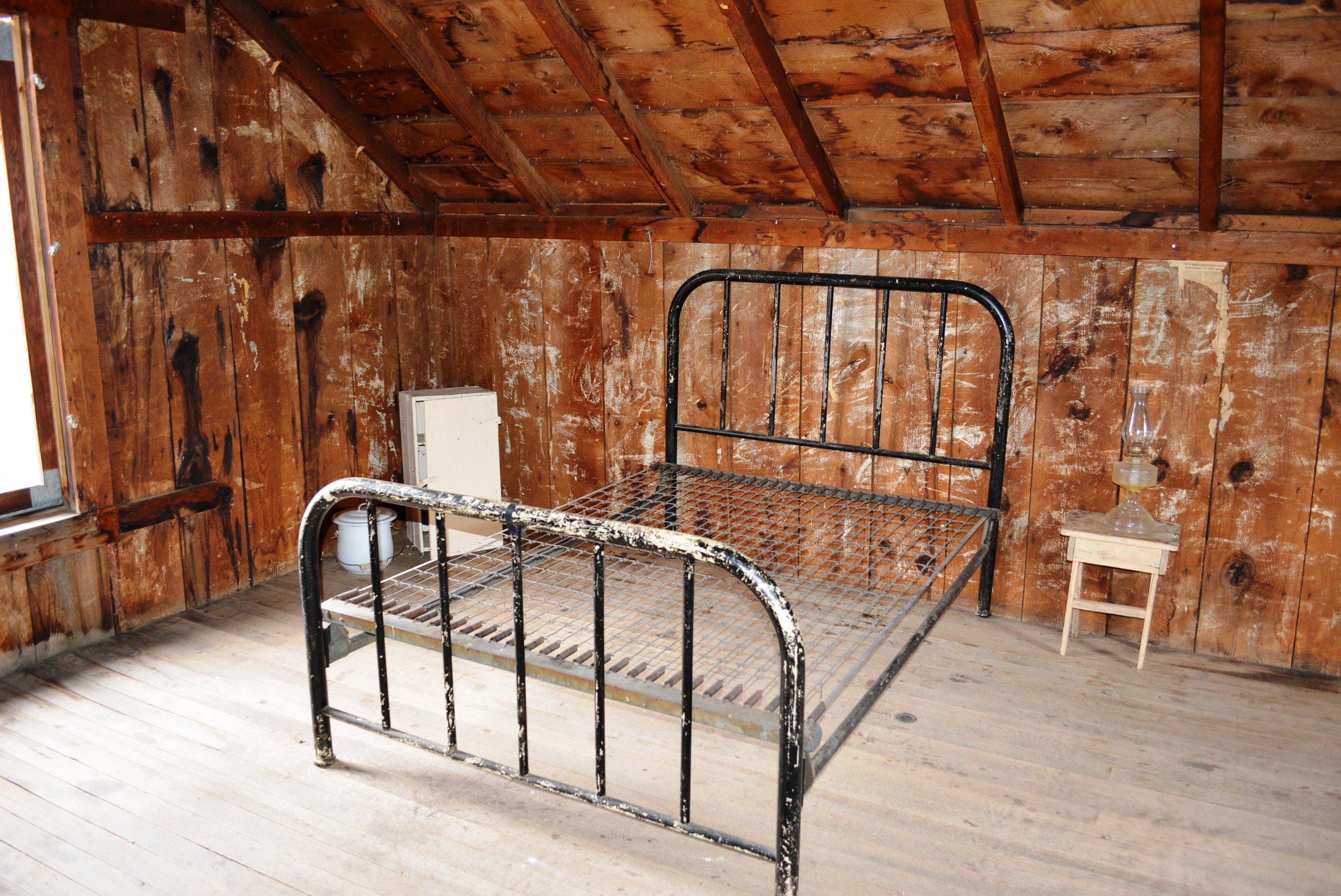
Somier de malla metálica
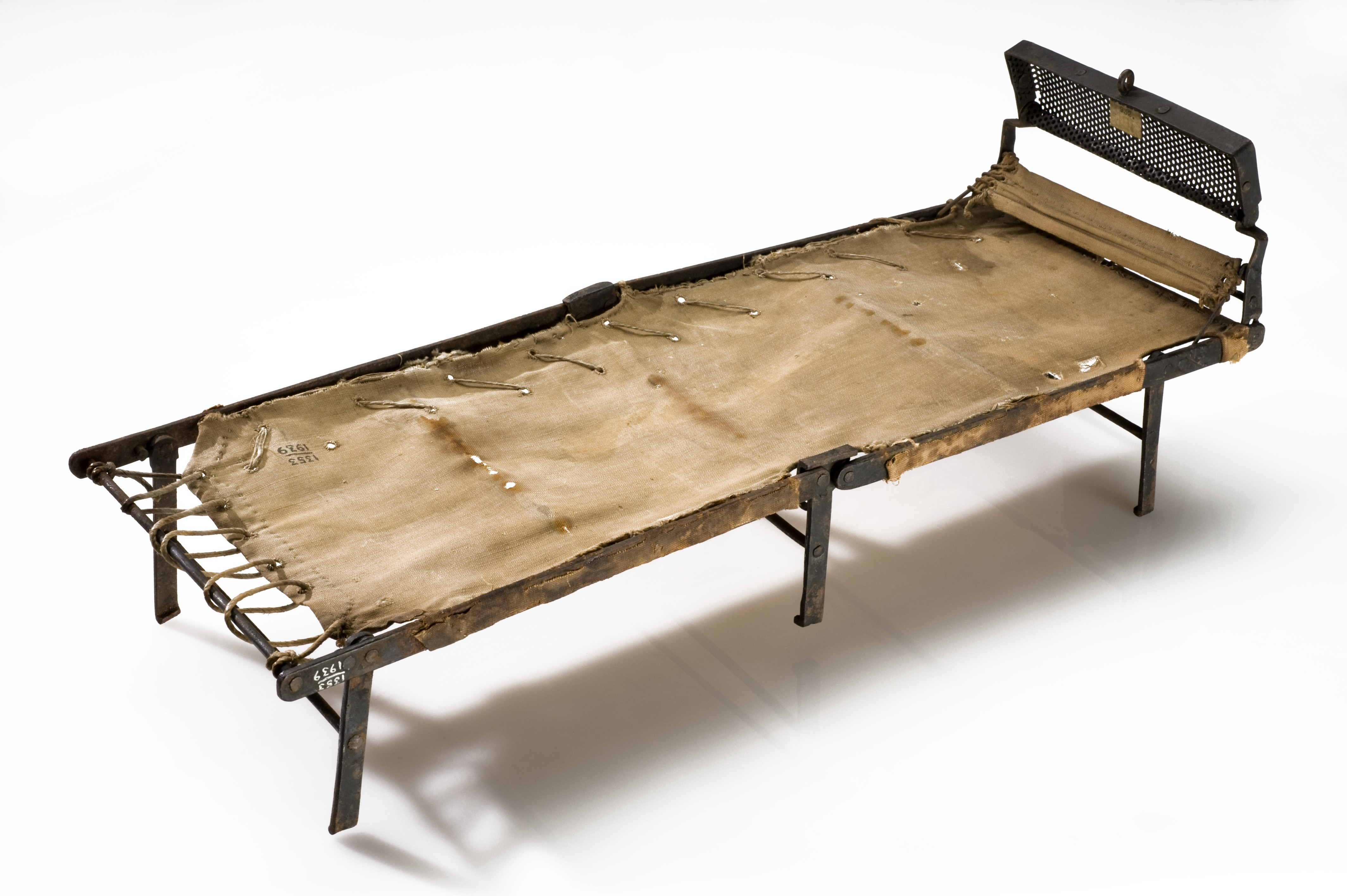
Somier de lona usado en la I Guerra Mundial
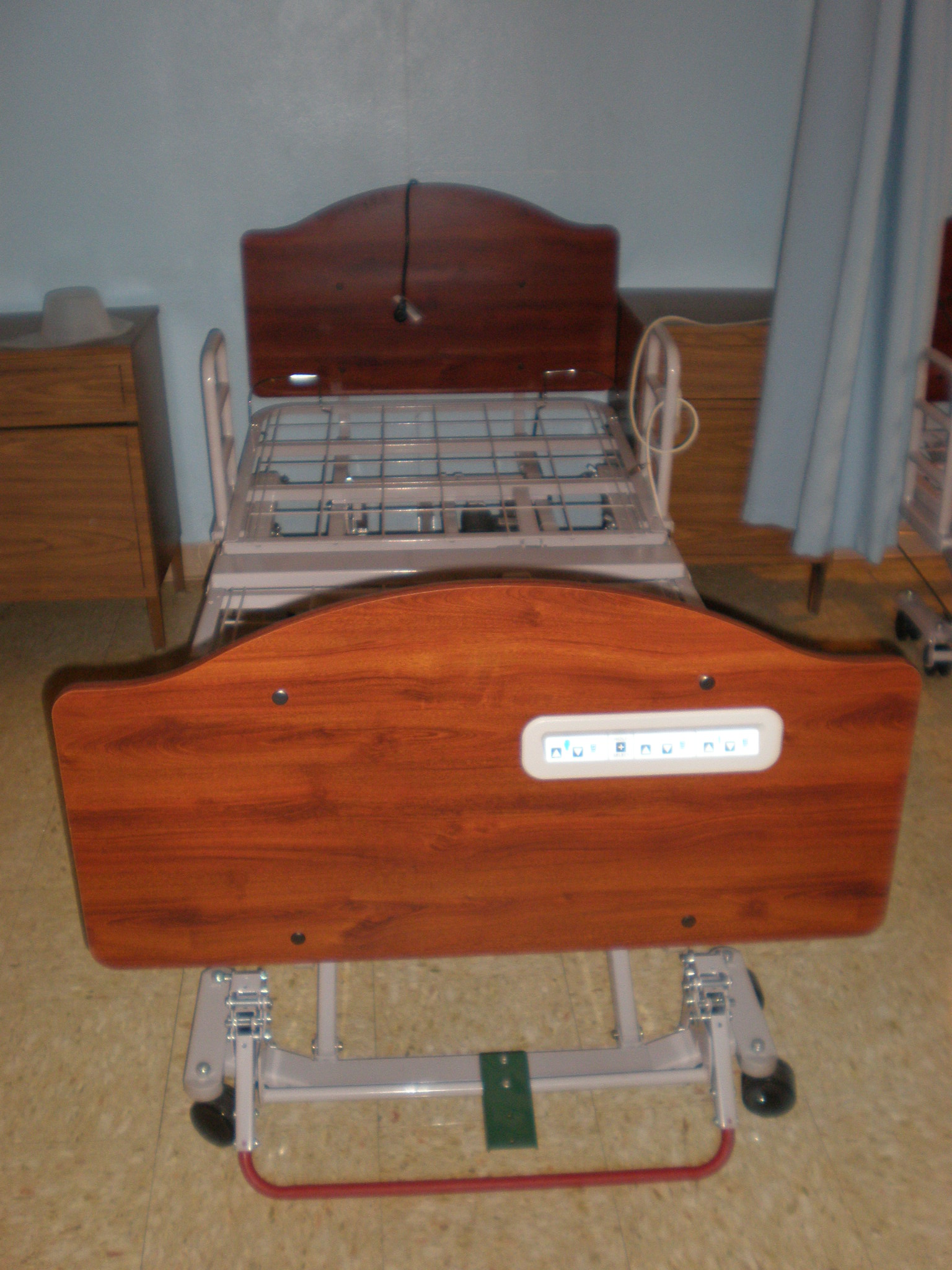
Somier articulado eléctrico